# La donna che volevano linciare
La donna che volevano linciare (Woman They Almost Lynched) è un film del 1953 diretto da Allan Dwan.
È un western statunitense ambientato durante la guerra civile con John Lund, Brian Donlevy, Audrey Totter e Joan Leslie. È basato sul racconto Woman They Almost Lynched di Michael Fessier pubblicato sulla The Saturday Evening Post nel 1951. Il film è ispirato alla vita del bandito William Clarke Quantrill e della sua compagna, Sarah Katherine King.

## Trama
Charles Quantrill guida una banda di fuorilegge che imperversa al di qua e al di là del confine durante la guerra civile americana; la sua donna è Kate, che Charles ha soffiato a Bill, proprietario di un albergo che è divenuto un ritrovo di giocatori ubriachi e di prostitute. L'albergo si trova a a Border City, città neutrale che si trova proprio sul confine fra Stati Uniti e Stati Confederati, e che è ricca di preziose miniere di piombo. Sally, sorella di Bill, nel recarsi a Border City da suo fratello, viene aggredita dalla banda di Quantrill che fa strage della sua scorta ma la lascia libera. Successivamente, nell'albergo di Bill scoppia una rissa: Quantrill esige che gli venga consegnato del piombo, ma Lance Horton, direttore di una miniera e promesso a Sally, si rifiuta di darglielo e viene ferito dai banditi; nel corso della rissa, Horton è costretto ad uccidere Bill reso furioso dall'alcool e dalla gelosia. Sally cerca di proteggere Lance dall'assalto della folla, ma la folla allora si rivolta contro lei stessa: sarà proprio Kate, la donna del bandito, a sottrarre Sally dal linciaggio. Finita la guerra civile Lance, guarito dalle ferite, ritornerà a Border City e sposerà la sua amata.

## Produzione
Il film, diretto da Allan Dwan su una sceneggiatura di Steve Fisher e un soggetto di Michael Fessier, fu prodotto dallo stesso Allan Dwan per la Republic Pictures e girato nel novembre del 1952.

## Distribuzione
Il film fu distribuito con il titolo Woman They Almost Lynched negli Stati Uniti dal 20 marzo 1953 al cinema dalla Republic Pictures.
Altre distribuzioni:
- in Svezia il 29 marzo 1954 (I Jesse James spår)
- in Finlandia il 16 luglio 1954 (Tule ulos ja taistele)
- in Francia il 30 luglio 1954 (La femme qui faillit être lynchée)
- in Germania Ovest il 3 giugno 1955 (Am Tode vorbei)
- in Austria nell'ottobre del 1955 (Am Tode vorbei)
- in Danimarca il 20 maggio 1957 (I Jesse James' spor)
- in Belgio (De vrouw die aan de galg ontsnapte)
- in Belgio (La femme qui faillit être lynchée)
- in Brasile (A Renegada)
- in Finlandia (!)
- in Grecia (Me ti thileia sto laimo)
- in Italia (La donna che volevano linciare)
- in World-wide (The Woman They Almost Lynched)

## Critica
Secondo il Morandini il film può vantare una "regia invisibile nella sua eleganza sommessa con squarci lirici e passaggi quasi parodistici".

## Promozione
Le tagline sono:
- KATE QUANTRILL...rode like a man...killed like a man...and LOVED like the beautiful woman she was!
- WOMAN OF THE OUTLAWS...SWEETHEART OF JESSE JAMES...DESIRED BY COLE YOUNGER...SHE LED QUANTRILL'S DREADED RAIDERS!